# Isla Umnak
La isla Umnak (Unmax en aleutiano) es una de las islas Fox de las islas Aleutianas. Con 686,01 millas cuadradas (1776,76 km²) de superficie terrestre, es la tercera isla más grande del archipiélago de las Aleutianas y la decimonovena (19) isla más grande en los Estados Unidos de América. La isla es el sitio donde se encuentra una gran caldera volcánica en el monte Okmok y está separada de la isla de Unalaska por el paso Umnak.

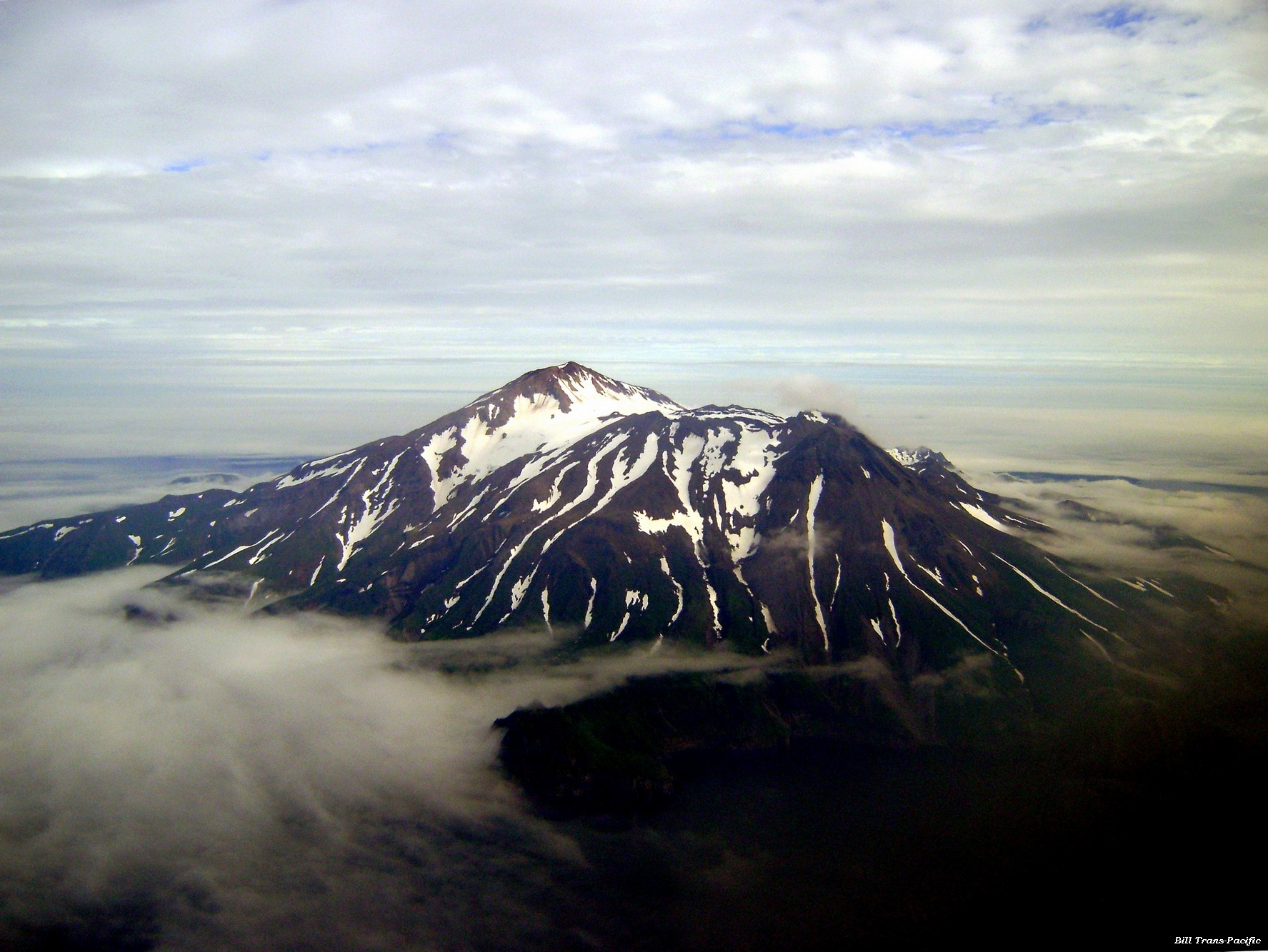
Monte Vsevidof

Según el censo de 2000, la isla tenía una población de 39 personas. Su única comunidad, Nikolski, contiene toda la población de la isla. Fort Glenn, una antigua instalación militar importante en la costa noreste de la isla, jugó un papel notorio en el Teatro de operaciones del Pacífico Norte durante la Segunda Guerra Mundial.
El sábado 12 de julio de 2008, el monte Okmok, ubicado en Umnak, entró en erupción, y expulsó cenizas a 50 000 pies (15 000 m) en el aire, forzando a la evacuación de Fort Glenn, una hacienda ganadera privada situada en la isla.